# BITTERSWEET SAMBA
「Bittersweet Samba」（ビタースウィート・サンバ）とは、トランペット奏者で音楽プロデューサーであるハーブ・アルパート(Herb Alpert)による「ハーブ・アルパート&ザ・ティファナ・ブラス」の1965年のアルバム『ホイップド・クリーム&アザー・ディライツ』に収録されている、ジャズのインストゥルメンタル曲である。曲の演奏時間は、実際には1分43秒。作曲 : ソル・レイク (Sol Lake)、演奏 : ハーブ・アルパート&ザ・ティファナ・ブラス (Herb Alpert & The Tijuana Brass)。

## オールナイトニッポンとの関係
日本では、1967年にスタートしたニッポン放送系のラジオの深夜番組『オールナイトニッポン』シリーズのテーマ曲として使われているため、ラジオリスナーには大変馴染み深い曲である。
1973年、『オールナイトニッポン』はそれまでニッポン放送のアナウンサーらがラジオDJ（ラジオパーソナリティ）を務めていたが、この頃よりパーソナリティをタレント・歌手・芸人らが担当するようになった。当時『ビバ・カメショー』制作を担当した亀渕昭信はオールナイトニッポンの転機を図るべく、スタジオ・ミュージシャンでモータウンのファンクギタリスト、デニス・コフィーに依頼して新アレンジのテーマ曲（演奏：デニス・コフィー＆ザ・デトロイト・ギター・バンド（Dennis.Coffey & The Detroit Guitar Band））作成し番組に採用した。しかし、レーティング聴取率があまりよくなかったため、その後オリジナルの“ハーブ・アルパート版”に戻すようになった。最後に使用されたのは1974年末頃の土曜深夜『笑福亭鶴光のオールナイトニッポン』のみで、他曜日のオールナイトニッポンのテーマ曲は随時オリジナルに戻された。
通常、オープニングトークの後にすぐ1曲目が始まるため、最後まで聴けることは少ないが、『山田裕貴のオールナイトニッポン』（月曜25:00-27:00)、『ナインティナインのオールナイトニッポン』（木曜25:00-27:00)、『オードリーのオールナイトニッポン』(土曜25:00-27:00)ではオープニングトークが長くなるため、最後まで聴ける。
以前は1部（『オールナイトニッポン』）のオープニングと2部（『オールナイトニッポン0(ZERO)』）のエンディングのみで使用されていたが、現在は1部（月曜 - 土曜 25:00 - 27:00）、『オールナイトニッポンGOLD』（金曜 22:00 - 24:00）、土曜2部（土曜 27:00 - 29:00）のオープニング、月曜から金曜の2部（月曜 - 木曜 27:00 - 28:30、金曜 27:00 - 29:00）のエンディングで使用されている。なお、『オールナイトニッポン MUSIC10』（月曜 - 木曜 22:00 - 24:00）では流れることはない。また、『オールナイトニッポンサタデースペシャル』（土曜 23:30 - 25:00）枠で放送されていた『魂のラジオ』『大倉くんと高橋くん』でも流れなかった。
スペシャルウィークの放送分でちわきまゆみが当楽曲を強制停止させた。また、『ピストン西沢のオールナイトニッポンGOLD』ではパーソナリティのピストン西沢が「BGMとして邪魔」という理由で度々強制停止させている。
2010年秋から2011年春まで文化放送とのリレー形式で『セイ!ヤング』との合同番組である『セイ!ヤング・オールナイトニッポン Are you ready? Oh!』を放送していたが、ニッポン放送制作の回のオープニングでこの曲が、エンディングは『セイ!ヤング』テーマ曲の「夜明けが来る前に」が流れ、文化放送制作の回ではそれが逆となっていた。

### 「オールナイトニッポン」ブランド内でのアレンジ
- 『糸居五郎のオールナイトニッポン』の最終回では、初めて当楽曲が生演奏された。
- 1982年から1年間放送された『ニャンコのオールナイトニッポン』ではタンゴ・ヨーロッパのメンバーがハミングで歌唱したものを使用。
- 『Gacktの@llnightnippon.com』（2002年4月 - 2003年3月）では、Gacktのムードに合わせたアレンジのミックスを使用。
- 『氣志團綾小路セロニアス翔のオールナイトニッポン』（2002年10月 - 2003年3月）では、一時期、氣志團の曲「One Night Carnival」と当楽曲の一部のパートを被せたバージョンをテーマ曲として使用。パーソナリティの綾小路翔（氣志團）は、これを「BITTERSWEET CARNIVAL」と呼んでいた。
- 『NoGoD団長のオールナイトニッポン0(ZERO)』（2013年4月 - 2014年3月）では、エンディングで「BITTERSWEET SAMBA・Vロックバージョン」を使用。
- 『ラジオ・チャリティー・ミュージックソン』での『オールナイトニッポン ラジオ・チャリティー・ミュージックソン』では「BITTERSWEET SAMBA クリスマスバージョン」（「シャンシャンシャン・・・」という鈴の音が足され、曲調もアップテンポ。「ジングルベル」のワンフレーズも付加）を使用。この鈴の音を除いた単にアップテンポにしたヴァージョンも存在し、こちらは主に『オールナイトニッポン0(ZERO)〜エンタメナイト〜』（2021年5月 - 10月）やイベント告知などで放送されることもある。
- 『SixTONESのオールナイトニッポンサタデースペシャル』（2020年4月 - ）では、DJ松永（Creepy Nuts）によるリミックスを使用[5]。
- 『オールナイトニッポンX』（月曜 - 木曜　24:00 - 24:58・金曜 24:00 - 25:00）では、Ayase（YOASOBI）によるリミックスを使用[6][7][8]。

## その他の使用例
- オールナイトニッポンにおける局独自での使用
  - CBCラジオでは、オールナイトニッポンを3時で飛び降りる時に、前述の1973年前後にオープニングで採用された「デニス・コフィー＆ザ・デトロイト・ギター・バンド」演奏のバージョンが流されていた(2時58分30秒頃から、約1分20秒程)。1986年までは『ビバヤング、オールナイトニッポン。この番組は○○...』のように協賛スポンサーの読み上げも流されていたが、1987年頃は『ビバヤング、オールナイトニッポン。それでは今日はこの辺で。』のみのナレーションが入っていた。1988年頃から使用されなくなり、現在のように各CMが流れて3時を迎えている。
  - TBCラジオでは、オールナイトニッポンを3時で飛び降りるときオリジナルのエンディングのBGMとして流れる。
  - 2008年1月 - 2月には、オールナイトニッポン40周年記念の告知の一環として、朝・夕方などに放送されるニッポン放送の交通情報のBGMにも使われていた。
- 『オールナイトニッポン』以外での使用
  - CBCラジオ『週刊第14帝國』のオープニング、
  - TBSラジオ『木曜JUNKおぎやはぎのメガネびいき』(スペシャルウィークに行われるオールナイトニッポンのパロディ)で使用されていた。
  - 2007年8月19日に、TOKYO FM『山下達郎のサンデー・ソングブック』でこの曲がフルコーラスでOAされた（ちなみに、山下の番組でこのような選曲がされることは珍しく、この回がたまたま、ポピュラーな曲を特集した「ベタな曲リクエスト」だったためである）。
  - 日本テレビ『ラジかるッ』の「5&5ランキング」において、前日の視聴率ランキングTOP5を発表する際にBGMとして使われている。
  - 関西テレビの通販番組『買物探偵社 シナモン』（関西ローカル）のオープニングテーマとして使われている。
  - 2011年2月11日深夜（日付の上では2月12日）には、NHKラジオ第1放送の『ラジオ深夜便』2時台「ロマンチックコンサート、競演・世界のアーティスト：渡辺貞夫＆ハーブ・アルパート」の中で放送された。アンカーの中村宏が、「途中からラジオをつけた方、この放送はNHKのラジオ深夜便です。「BITTERSWEET SAMBA」は長く民放ラジオの某深夜番組のテーマソングに使われています」とコメントした。
- 2012年7月22日、文化放送で制作、ネットされていた『ミュージックギフト〜音楽・地球号』の中で、この曲にリクエストがあった。「他局の象徴でもある曲であり、文化放送さんでは絶対に流してもらえないと思いますが、あえてリクエストします。」というリクエストカードが届いていたが、これに対して「文化放送は寛大だから」という理由でフルでこの曲が流れた[注 5]。
  - 2015年10月24日、TBSラジオで放送された『サタデー大人天国!_宮川賢のパカパカ行進曲!!』は、スペシャルウィークのテーマとして『すっぱだかで大失敗！オールヌードニッポン！』と称して放送された。オープニングテーマとしてこの曲が流れた。TBSラジオで流れるこの曲は、ミキサー担当者が異なる為か、ヘッドホンで聞くと聞き慣れた曲とは違って聞こえるとの事[注 6]。
- CM
  - 1995年9月には、演歌歌手の森進一が出演していた日産・ローレル（7代目2次改良型・C34型系）のCM曲としても使われていた。同時期にリリースされていた8cmシングルには、オールナイトニッポンの歴代パーソナリティ表が添付されていた。
  - 2007年6月から、サントリー・金麦のCM曲に使われている。独自アレンジ
- カバー
  - 1998年にGTSのアルバム『BRAND NEW　WORLD』の1曲目でハウスのアレンジカバーされる。
  - 2002年に吉本興業のユニット「Re:Japan」により、オールナイトニッポン35周年記念企画で歌詞がついた歌謡曲「bittersweet samba〜ニッポンの夜明け前〜」としてカバーされた。同曲はシングル発売の週の『オールナイトニッポン』でオープニングテーマとして使われた[9]ほか、『HEY!HEY!HEY! MUSIC CHAMP』（フジテレビ）のエンディングテーマにも起用された[10]。作詞は「オールナイトニッポン リスナーズ」の名のもとに、リスナーからの公募を中心とし、放送作家としてオールナイトニッポンも担当している藤井青銅が補作詞という形で携わった。吉本興業所属で当時オールナイトニッポンでパーソナリティを務めていた藤井隆、ロンドンブーツ1号2号はこのユニットに参加していたものの、木曜パーソナリティのナインティナインは参加していない。
  - 熱帯ジャズ楽団が2004年リリースしたアルバム『熱帯ジャズ楽団VIII -The Covers-』に、マンボ風のアレンジが施されたカバーバージョンが収録された。ただし、タイトルが「Bitter Sweet Bomba(ビタースウィート・ボンバ)」と改題されている。
- その他
  - 1970年代の人気テレビドラマ『時間ですよ』（TBS）の音楽を担当した作曲家、山下毅雄の晩年の述懐によると、同番組のテーマ曲は本曲をモチーフに更に明るい曲調にして作ったものという。
- 2012年に放送されたアニメ『あっちこっち』第4話にて、この曲によく似た曲が校内放送のBGMとして使用されていた（ちなみに作曲者は横山克で、曲名は「放送室」。同アニメのサウンドトラックにも収録）。